# شريكة في الفداء

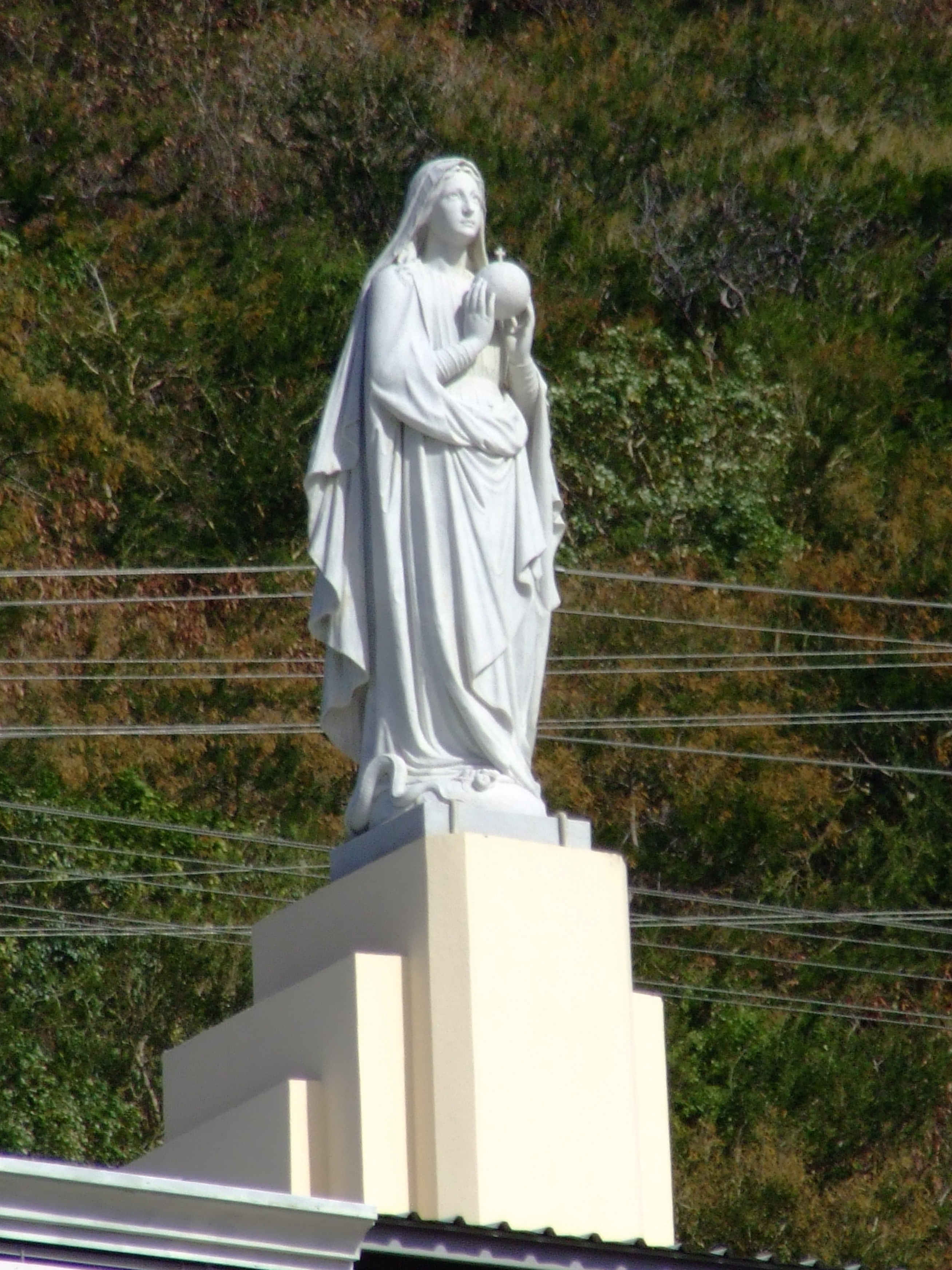

شريكة بالفداء (او شريكة بالخلاض) هو عنوان يُطلقه بعض الكاثوليك على العذراء مريم، ويشير إلى دور مريم في مشروع فداء يسوع للعالم. تشير عبارة "شريكة" إلى المشاركة الثانوية ولكن أساسية لمريم في الفداء، لا سيما أنها وافقت بحرّية على ولادة المسيح، مما يعني انها شاركت حياته وآلامه وموته.
يرتبط هذا الاعتقاد بمفهوم "وسيطة جميع النعم" الذي يشير ان مريم وسيطة لنعم الله للبشر، وهو مفهوم منفصل ولكن يسعخدم من قبل الذين يؤمنون بالشراكة بالفداء.